# Jablonné nad Orlicí (stacja kolejowa)
Jablonné nad Orlicí – stacja kolejowa w Jablonné nad Orlicí, w kraju pardubickim, w Czechach. Położona jest blisko polskiej granicy. Znajduje się na wysokości 420 m n.p.m.
Stacja jest wyposażona w poczekalnię, kasy biletowe, na których można zakupić bilety na pociągi krajowe i międzynarodowe oraz zarezerwować miejsce w pociągu.

## Linie kolejowe
- 024 Ústí nad Orlicí - Štíty